# Хриштени
Хриште́ни (болг. Хрищени) — село в Старозагорській області Болгарії. Входить до складу общини Стара Загора.

## Населення
За даними перепису населення 2011 року у селі проживали 1749 осіб.
Національний склад населення села:
| Національність   | Кількість осіб | Відсоток |
| ---------------- | -------------- | -------- |
| болгари          | 996            | 62,8%    |
| цигани           | 573            | 36,1%    |
| турки            | 0              | 0%       |
| інша             | 5              | 0,3%     |
| не визначились   | 13             | 0,8%     |
| Всього відповіли | 1587           |          |

Розподіл населення за віком у 2011 році:
Динаміка населення: